# Lennoxlove House
Lennoxlove House est une maison historique située dans une forêt à 800 mètres au sud de Haddington, dans l'East Lothian, en Écosse. La maison comprend une tour du XVe siècle, connue à l'origine sous le nom de château de Lethington, et est agrandie à plusieurs reprises, principalement aux XVIIe, XIXe et XXe siècles. La maison est protégée en tant que bâtiment classé de catégorie A et est décrite par Historic Scotland comme « l'une des maisons les plus anciennes et les plus remarquables d’Écosse. » Le domaine boisé est inclus dans l'inventaire des jardins et des paysages conçus en Écosse, la liste nationale des jardins importants.
C'est maintenant le siège du duc de Hamilton et de Brandon.

## Histoire
Les terres de Lethington sont acquises par Robert Maitland de Thirlestane en 1345. La famille Maitland construit la première partie du bâtiment, la maison-tour en L au sud-ouest du bâtiment. Marie de Guise séjourne à Lethington en 1548 lorsqu'elle vient voir le siège de Haddington avec Pierre Strozzi. L'année suivante, elle est incendiée par les troupes anglaises qui occupent alors Haddington. Les membres éminents de la famille Maitland comprennent le poète Richard Maitland (1496-1586), son fils William Maitland de Lethington (1525-1573), secrétaire d'État de Marie Stuart, et son fils James Maitland de Lethington (b.1568). Il est ensuite acquis par son oncle, John Maitland, 1er Lord Maitland de Thirlestane (1537-1595), dit-on de manière sournoise. Sir John Scot de Scotstarvet, écrivant au XVIIe siècle, commente ainsi : « Pourtant, la conquête qu'il a faite de la baronnie de Liddington [Lethington] du fils de son frère, James Maitland, n'a pas été considérée comme légale ni consciencieuse. » James Maitland devient catholique et est obligé de quitter l’Écosse. Jacques VI d'Écosse rend visite à John Maitland, qui est chancelier d'Écosse, à Lethington le 28 avril 1593 pour le persuader de retourner à la cour.
En 1674, Lennoxlove aurait été le premier domaine écossais à pratiquer la « clôture », divisant le terrain en champs rectangulaires de taille égale.
La remise est construite vers 1676, selon les plans de Sir William Bruce. Lethington reste dans la famille Maitland jusqu'à la mort de John Maitland, 1er duc de Lauderdale (1616-1682) qui y est né.
La propriété est achetée par les fiduciaires de Frances Teresa Stuart, duchesse de Richmond et de Lennox après sa mort en 1702 au profit de son « proche et cher parent ledit Walter Stuart ». Walter Stuart est le fils aîné d'Alexandre, 5e Lord Blantyre, un cousin éloigné de la duchesse, et qui devient le 6e Lord Blantyre à la mort de son père en 1704. La duchesse stipule que la propriété s'appelle "Lennox's Love to Blantyre", cela est ensuite abrégé en Lennoxlove. Il reste la propriété des Blantyre-Stewarts pendant près de deux siècles. Lorsque le 12e Lord Blantyre meurt en 1900 sans héritiers mâles, la propriété passe aux mains de sa fille, Ellen Stewart, et de son mari David Baird, 3e baronnet de Newbyth, Prestonkirk. Leur fils cadet, le major William Baird, charge l'architecte Robert Lorimer de superviser la rénovation complète de la maison en 1912.
Lennoxlove est maintenant le siège des ducs de Hamilton, ayant été acheté par le 14e duc en 1946. Il est ouvert au public pendant l'été, accueille des événements d'entreprise et des mariages, et peut être loué en privé par des groupes.

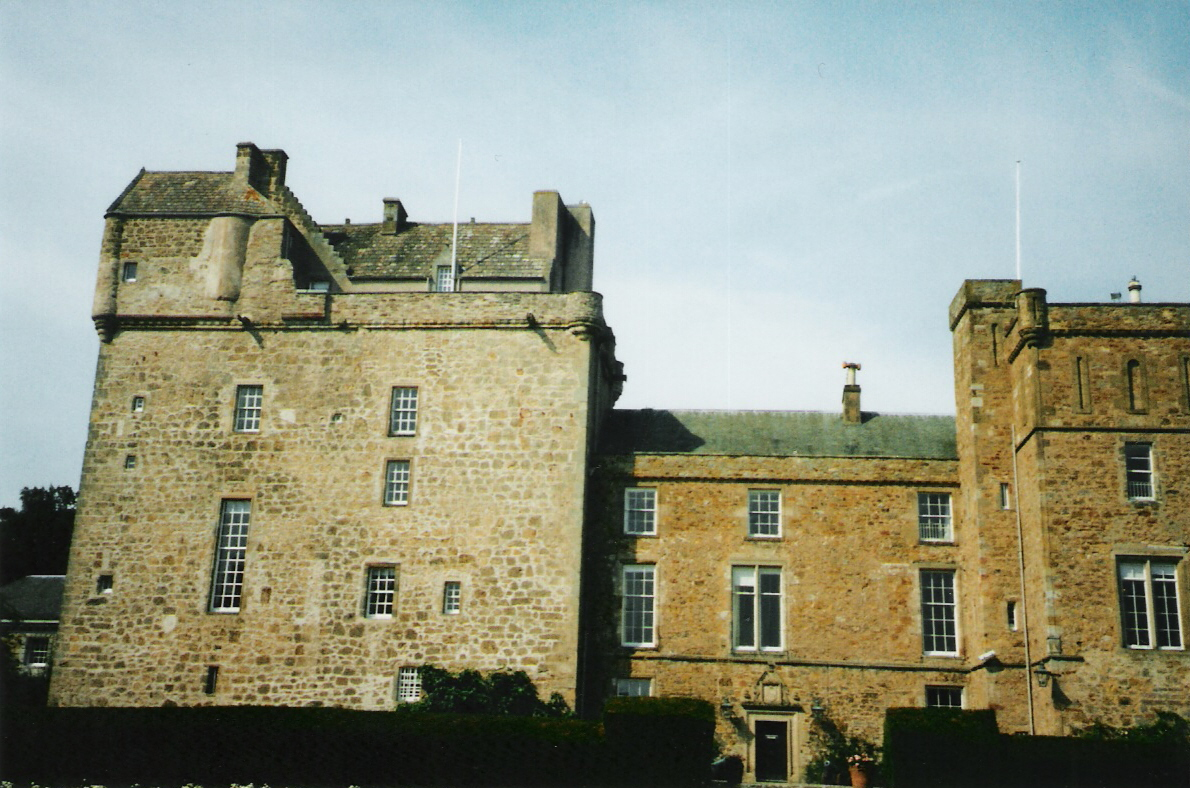
Façade sud de Lennoxlove House

## Collection d'art

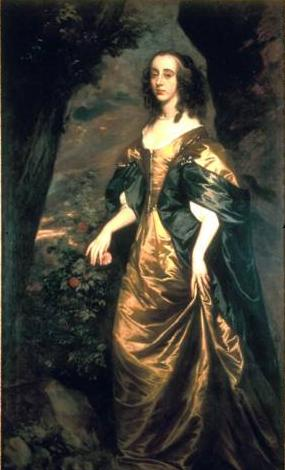
Portrait de Frances Stuart par Peter Lely

Lennoxlove abrite l'une des plus importantes collections de portraits d'Écosse, notamment des œuvres d'Antoine van Dyck, Canaletto, Peter Lely, Godfrey Kneller, Henry Raeburn et d'autres. Il abrite également d'importants meubles, de la porcelaine et d'autres beaux objets, dont beaucoup proviennent du palais d'Hamilton, aujourd'hui démoli, dans le Lanarkshire. Les collections comprennent le cabinet Boulle donné à la duchesse par le roi Charles II et une boîte à bijoux en argent ayant appartenu à Mary, reine d'Écosse, qui contenait prétendument les lettres du cercueil montrant sa complicité dans le meurtre de Lord Darnley, ainsi que son masque mortuaire. Il y a aussi la carte et la boussole portées par Rudolf Hess, l'adjoint d'Adolf Hitler, qui s'est envolé pour l'Écosse en 1941 dans le cadre d'une mission visant à impliquer le 14e duc d'Hamilton dans la négociation de la paix entre la Grande-Bretagne et l'Allemagne.
Le très rare et important service de toilette de Lennoxlove comprenant 17 pièces en vermeil est maintenant visible au musée national d'Écosse à Édimbourg. Il a été découvert dans une valise de voyage personnalisée dans une pièce de la tour de la maison peu de temps après avoir changé de mains en 1900. Il a été fabriqué à Paris, presque certainement pour Frances Stewart, duchesse de Richmond et Lennox (1647-1702). Les pièces proviennent d'un certain nombre de fabricants et d'années différents, et le service a été assemblé vers 1672.